# Malacocincla
Malacocincla – rodzaj ptaków z rodziny dżunglaków (Pellorneidae).

## Zasięg występowania
Rodzaj obejmuje gatunki występujące w orientalnej Azji.

## Morfologia
Długość ciała 15–17 cm; masa ciała 25–33 g.

## Systematyka

### Etymologia
Malacocincla: gr. μαλακος malakos „miękki”; łac. cinclus „drozd”, od gr. κιγκλος kinklos „mały, niezidentyfikowany przybrzeżny ptak”.

### Podział systematyczny
Do rodzaju należą następujące gatunki:
- Malacocincla abbotti Blyth, 1845 – kusotymalek skromny
- Malacocincla sepiaria (Horsfield, 1821) – kusotymalek sundajski
- Malacocincla perspicillata (Bonaparte, 1850) – kusotymalek czarnobrewy